# Strumigenys lasia
Strumigenys lasia (лат.) — вид мелких муравьёв из трибы Attini (ранее в Dacetini, подсемейство Myrmicinae).

## Распространение
Африка: Габон.

## Описание
Длина коричневого тела 3 мм (2,8—3,2). Длина головы 0.68-0.70 мм, ширина головы 0,50—0,52 мм, головной индекс CI = 74. Усики 6-члениковые. Скапус усика длинный и узкий (длина скапуса 0,46—0,52 мм), субцилиндрический (индекс скапуса SI = 92—98). Мандибулы узкие вытянутые, гладкие. Пронотум плоский. Переднеспикна и бока груди гладкие с отдельными мелкими пунктурами. Заднегрудка с двумя проподеальными шипиками. Брюшко блестящее. Хищный вид, охотится на мелкие виды почвенных членистоногих.
Вид был впервые описан в 1976 году американским мирмекологом Уильямом Брауном (Brown, W. L., Jr.) по материалам из Африки под первоначальным названием Cladarogenys lasia Brown, 1976. Единственный член отдельной видовой группы Strumigenys lasia group (бывший род Cladarogenys Brown, 1976), близки к группе Strumigenys lujae-group. С 1999 года в составе рода Pyramica, с 2007 года в составе рода Strumigenys (Baroni Urbani & De Andrade, 2007).